# Pardaliparus venustulus
Pardaliparus venustulus é uma espécie de ave da família Paridae.
É endémica da China.
Os seus habitats naturais são: florestas temperadas e florestas subtropicais ou tropicais húmidas de baixa altitude.